# ОУ „Отец Паисий“ (Стряма)
ОУ „Отец Паисий“ е основно училище в село Стряма (Пловдивско).

## История
Първата сграда на училището в Стряма е била дълга около двадесет метра и се е издигала 4-5 стъпала над земята. Имало е широк салон и четири стаи, като най-малката е била учителската, в която са се помещавали и учебните помагала. Учениците са били разпределени в четири класа. Чиновете са били дълги - за по 6-8 ученика, учебните черни дъски са били изработени от грубо дърво.
През 1926 г. през нощта след Архангелов ден в училищната сграда избухва пожар и цялата постройка е изгаряла. След това класовете са настанени в частни къщи по различни места в селото, както и в стаите на общината. През учебната 1926/27 г. в първи клас е имало 15 ученика и 11 ученички; във втори клас 15 момчета и 1 момиче; в трети – 28 ученика. В началото на 1930-те е построена нова тухлена сграда за училището.
През 1977 г. отваря врати новата 24-класна сграда на училището с централно отопление, физкултурен салон, ученически стол, асфалтиран двор с 8 физкултурни игрища.